# Parque nacional Sierra de la Mocidade
El Parque nacional Serra da Mocidade Se trata de un complejo medioambiental ubicado en la región central del estado de Roraima en el área vecina de los indios Yanomami al norte de Brasil. Fue creado a partir del decreto del 29 de abril de 1998. Posee una extensión de 3610 kilómetros cuadrados.
Cubre dos regiones geológicas: Parte de la zona es de rocas muy antiguas, el complejo de Guyana y parte de las tierras sedimentarias del Terciario y Cuaternario-Pleistoceno. En cuanto a su geomorfología, se encuentra en la meseta disecada norte del Amazonas. Su administración recae en el Instituto Chico Mendes para la Conservación de la Biodiversidad ( ICMBio).
El área del parque abarca partes de los ríos Água Boa do Univini e Catrimani, ambos afluentes de la margen derecha del río Blanco.
La vegetación se compone principalmente de la selva amazónica, con ejemplos típicos, como Cuiaou Coité (Crescentia cujete). El parque es un extenso hábitat para los animales de diversas especies como el jaguar, el lobo de río, además de aves migratorias del hemisferio norte, como el águila arpía, halcón negro, Anacas entre otros.